# فرد باسولو
فرد باسولو (انگلیسی: Fred Basolo؛ زاده ۱۱ فوریهٔ ۱۹۲۰ درگذشته ۲۷ فوریهٔ ۲۰۰۷) یک دانشمند در زمینه شیمی معدنی اهل ایالات متحده آمریکا بود.